# Waldemar Fornalik
Waldemar Fornalik, né le 11 avril 1963 à Myślenice, est un footballeur polonais devenu entraîneur. Il a occupé le poste de sélectionneur de l'équipe nationale polonaise. Son frère Tomasz, joueur lui aussi du Ruch Chorzów dans les années 1990, a été son assistant au club.

## Biographie
Il a été nommé entraîneur de la Pologne en juillet 2012. Il est démis de ses fonctions le 16 octobre 2013 après la non qualification de la sélection pour la Coupe du monde 2014.

## Palmarès
- En tant que joueur :
  - Champion de Pologne de D2 : 1988
  - Champion de Pologne : 1989
- En tant qu'entraîneur :
  - Champion de Pologne de D2 : 2009
  - Finaliste de la Coupe de Pologne : 2009, 2012